# 方柱形胸像

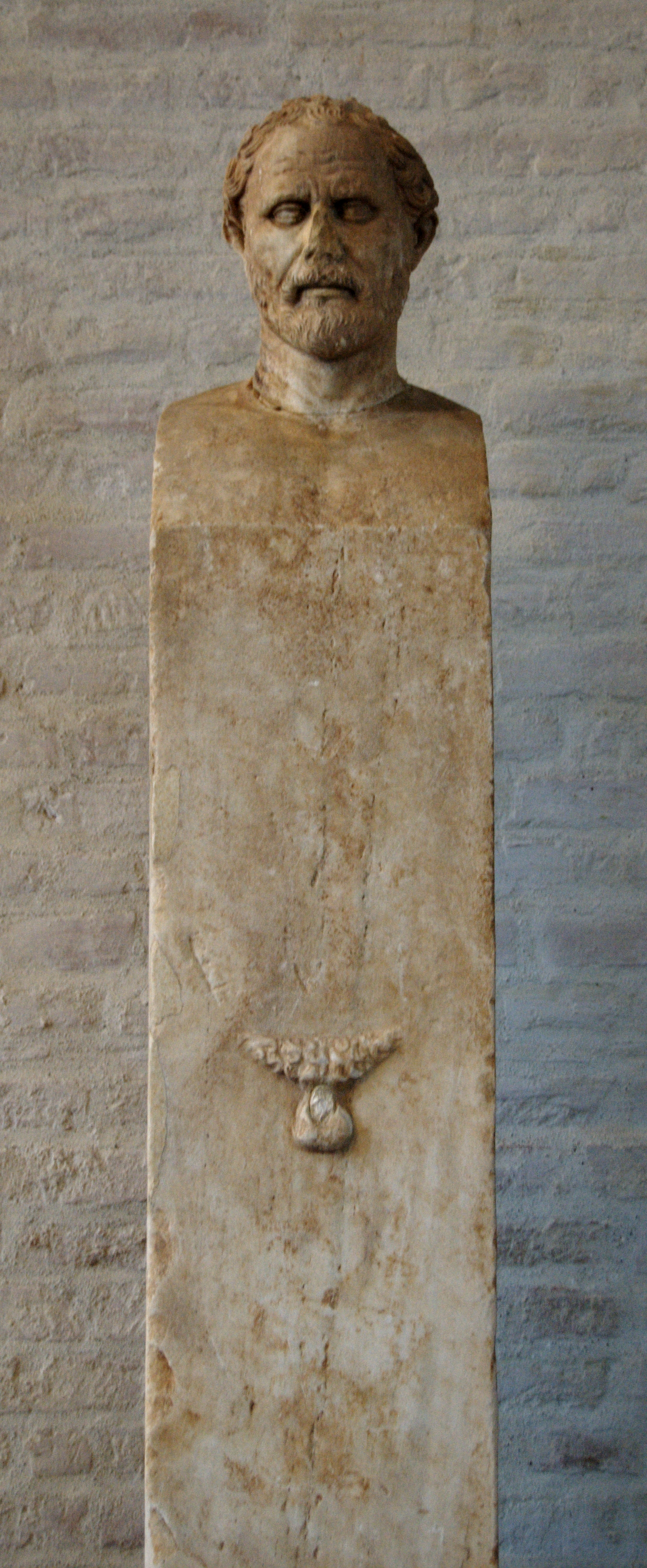
古雅典阿哥拉人狄摩西尼的胸像，波里尤克托斯于公元前280年创作，现位于古代雕塑展览馆。

方柱形胸像（英語：Herma，或, pl. （古希腊文） hermai），是人物雕塑的一种，雕塑拥有头部，有时也会接有躯干，以及一个方形柱状的下半截，有的还会在相应高度刻上男性生殖器。这种雕塑最早源于古希腊，随后又融入古罗马，在文艺复兴时期又再度兴起。